# 積田かよ子
積田 かよ子（つみた かよこ、6月8日 - ）は、日本の女性声優。東京都出身。以前はプロダクション・エース（預かり）に所属していた。プロダクション・エース演技研究所出身。

## 出演
太字'はメインキャラクター。

### テレビアニメ
2011年
- R-15（霧線蘭）

2012年
- うぽって!!（ごっさん）※Web先行配信
- えびてん 公立海老栖川高校天悶部（女子B、生徒会1、子供〈女子〉）※Web先行配信

2013年
- 生徒会の一存 Lv.2（女子2）※2012年Web先行配信
- デート・ア・ライブ（2013年 - 2019年、葉桜麻衣）- 3シリーズ
- 問題児たちが異世界から来るそうですよ?（アーシャ、精霊）

2014年
- LOVE STAGE!!（ララルル）

### 劇場アニメ
- 劇場版デート・ア・ライブ 万由里ジャッジメント（2015年、麻衣）

### OVA
- 問題児たちが異世界から来るそうですよ? 〜温泉漫遊記〜（2013年、アーシャ） ※小説第8巻Blu-ray同梱版

### ゲーム
2011年
- R-15 ぽーたぶる（霧線蘭）

2013年
- デート・ア・ライブ 凜祢ユートピア（葉桜麻衣）

2014年
- デート・ア・ライブ 或守インストール（葉桜麻衣）

2015年
- デート・ア・ライブ Twin Edition 凜緒リンカーネイション（葉桜麻衣）

2020年
- デート・ア・ライブ 蓮ディストピア（葉桜麻衣）

### テレビ
レギュラー
- アニメDON!（テレビ東京、2013年4月1日 - ）

ゲスト
- ヴォイス・アカデミア（BSフジ、2013年11月17日）

### 歌
R-15 OPテーマ
- 「マジヤバもーそうLOVE♥」
  - 作詞 - 仲智唯
  - 作曲・編曲 - 野中"まさ"雄一
  - 歌 - R-15♡（合田彩、福原由莉奈、柏山奈々美、小松真奈、積田かよ子、村上まどか、村井理沙子、月宮みどり）
- 「マジヤバもーそう乙」
  - 作詞 - 仲智唯
  - 作曲・編曲 - 野中"まさ"雄一
  - 歌 - R-15乙（合田彩、福原由莉奈、柏山奈々美、小松真奈、積田かよ子、村上まどか、村井理沙子、月宮みどり、長島☆自演乙☆雄一郎）

R-15 EDテーマ
- 「HIRAMEKI!ピース(≧▽≦)v」
  - 作詞 - 仲智唯
  - 作曲・編曲 - 野中"まさ"雄一
  - 歌 - R-15♡（合田彩、福原由莉奈、柏山奈々美、小松真奈、積田かよ子、村上まどか、村井理沙子、月宮みどり）
- 「HIRAMEKI!乙」
  - 作詞 - 仲智唯
  - 作曲・編曲 - 野中"まさ"雄一
  - 歌 - R-15乙（合田彩、福原由莉奈、柏山奈々美、小松真奈、積田かよ子、村上まどか、村井理沙子、月宮みどり、長島☆自演乙☆雄一郎）

### イベント
- アニ★ゆめ セカンドシーズン
  - アニ☆ゆめ♡R-15

### その他
- キッズステーション エリア23 60日のシンデレラ（名前未決定）